# Округ Нортхемптон (Пенсилванија)
Округ Нортхемптон (енгл. Northampton County) је округ у америчкој савезној држави Пенсилванија.

## Демографија
По попису из 2010. године број становника је 297.735, што је 30.669 (11,5%) становника више него 2000. године.
| Група             | 2000.           | 2010.           |
| Белци             | 235.666 (88,2%) | 241.163 (81,0%) |
| Афроамериканци    | 7.400 (2,8%)    | 14.986 (5,0%)   |
| Азијати           | 3.657 (1,4%)    | 7.203 (2,4%)    |
| Хиспаноамериканци | 17.868 (6,7%)   | 31.179 (10,5%)  |
| Укупно            | 267.066         | 297.735         |